# Pilis-barlang
A Pilis-barlang Magyarország fokozottan védett barlangjai közül az egyik. A Duna–Ipoly Nemzeti Parkban lévő Pilis hegységben található. A Pilis hegység 4. leghosszabb barlangja az Ajándék-barlang, az Ariadne-barlangrendszer és a Szent Özséb-barlang után. Az egyik legcseppkövesebb barlang a hegységben.

## Leírás
A Vaskapu-völgy déli oldalán, a völgytalp felett, a völgytalptól kb. 45 m-re, egy 3–5 m magas sziklafal aljában, nehezen megtalálható helyen található a két, rókalyukszerű bejárata. A Vaskapu-völgy talpáról, ahonnan nem látszanak a bejáratai, a bejárataihoz egy kijárt ösvény vezet, amely esős, havas időben nehezen járható. Legkönnyebb Pilisszentkeresztről a Két-bükkfa-nyereg felé tartó, zöld sáv turistajelzésű turistautat, majd a Mária padnál balra letérő piros kereszt jelzésű ösvényt követve megközelíteni. A bejárat helyét turistatérképek is jelölik.
Kezdő barlangászok által szívesen látogatott hely. Mind méreteivel, mind szépségével kiemelkedik a Vaskapu-völgy többi barlangja, sziklaürege közül. A barlang vizeit régen egy nagyobb és több kisebb víznyelő szolgáltatta. Forrásszájként működött a két jelenlegi bejárata, ezért a barlang egy inaktív forrásbarlang. Triász időszaki dachsteini mészkőben jött létre. Viszonylag egyszerű felépítésű, ami miatt nehéz benne eltévedni.
Egyetlen meanderező és befelé haladva enyhén emelkedő folyosóból áll, amelyik néha kétszintessé válik. Sok cseppkő van az 1989-ben feltárt új részben, függőcseppkövek, szalmacseppkövek, retekcseppkövek, állócseppkövek, cseppkőoszlopok, heliktitek és cseppkőlefolyások. Ezeken kívül gyakori képződménye a kondenz borsókő és a kiszáradt, illetve vízzel teli cseppkőmedencék (tetaráták). Gömbüstök, csorgák, evorziós üstök, szinlők, hullámkagylók, kannelúrák és ősmaradványok figyelhetők meg járatainak falain. Sok denevér használja téli szálláshelyül. A lezárt barlang a Duna–Ipoly Nemzeti Park Igazgatóság engedélyével, elektromos világítóeszköz használatával és időszakosan látogatható. Barlangjáró alapfelszereléssel járható.
1976-ban volt először Pilis-barlangnak nevezve a barlang az irodalmában. Előfordul a barlang az irodalmában Pilis barlang (Jánossy 1976), Pilis-tetői-barlang (Kárpát 1993) és Pilis-tetői cseppkőbarlang (Kárpát 1990) neveken is.

## Kutatástörténet
Az 1967-ben napvilágot látott, Pilis útikalauz című könyvben meg van említve, hogy a Szoplák-völgyi-barlang környékén, a Vaskapu-völgyben sok kis üreg bújik meg a bokrok között. 1969 őszén találtak rá bejáratára az utat építő erdészet dolgozói. A Gábor Áron Barlangkutató Csoport 1969. évi jelentésében szó van arról, hogy a Gábor Áron Barlangkutató Csoport 1969-ben a Pilis-barlangban egyszer túrázott (3 órát, 6 fővel). 1970. október 6-án a Vörös Meteor Természetbarát Egyesület Diogenész Csoportja felmérte az akkor 150 m hosszú Pilis-barlangot.
Az 1971. évi Karszt- és Barlangkutatási Tájékoztatóban az van írva, hogy a Pilis hegyben vannak karsztvíz miatt kitágult hasadékbarlangok is, pl. a Pilis-barlang. A Pilis-barlang bejárata a Pilisszentkeresztről a Klastrom-szirtekre vezető kék négyzet jelzésű turistaút bal oldalán, a Vaskapu-völgy egyik sziklafalában van. A barlang 150 m hosszú a jelentéktelen mellékágakat nem beleszámolva. Átlagosan 1 m széles és 3–4 m magas. A járatok ÉK–DNy és É–D irányú hasadékok mentén keletkeztek. Volt egy nagy és több kisebb nyelője, de ezek jelenleg már nem működnek. Emiatt a barlang inaktív, cseppköves barlang. Ez a része lepusztult a Pilis-tetőnek és ezért minimálisra csökkent a barlang vízgyűjtőterülete, valamint a barlangban már nincs vízfolyás.
Nagyon formagazdagok cseppkövei. Előfordul fehér és vas miatt sárgásbarna retekalakú cseppkő is. Ezek a sztalaktitok azért érdekesek, mert belül a gömbölyű végüknél is üregesek. Gyakran fogazottak a cseppkőlefolyások szélei. A mészkiválások közül említésre méltók az első nagy terem falán lévő cm-es nagyságú, faágszerű képződmények. Limonit bekérgeződések figyelhetők meg a falakon. A bejáraton átbújva át kell kúszni néhány gömbfülkén, amelyeket a víz örvénylő mozgása oldott ki. Tovább kúszva egy 5 m hosszú és 4 m magas terem következik, amelynek jobb oldalán szép cseppkőlefolyás van. A terem után keskeny és magas hasadékban vezet az út. Néhány kanyar után kis terem következik. Közepén fél méter magas állócseppkő van, felette a mennyezetről cseppkőzászlók függnek. Egy balra lévő üregben cm-es nagyságú mésztufagátak (tetaráták) alakultak ki a leszivárgó vízből.
Egy derékszögben többször megtörő folyosón kell továbbmenni, majd egy 2 m-es aknán átlépve a Nagy-kürtő aljába jut a látogató. A majdnem kör keresztmetszetű kürtő falait simára csiszolta a leszálló karsztvíz. A tetejéig még nem sikerült felmászni. A kürtő után egy 15 m hosszú és szűk folyosó található, amelynek végén éles kanyar van. Innen egy érdekes terembe vezet az út. A teremben balra lévő hasadék valószínűleg a Nagy-kürtő tetejébe vezet. A jobbra lévő agyaglejtőn felmászva kis kürtő aljához érkezik a látogató. Felkapaszkodva a kürtő tetejéig szép fehér retekalakú függőcseppkövek figyelhetők meg. Ezek a Baradla-barlangban lévő Retek-ág képződményeihez hasonlóak.
A terembe visszatérve kanyargó folyosón kell továbbmenni. Útközben egy kis mélyedés felett kell átmászni. Néhány kanyar után annyira szűk lesz a járat, hogy nem lehet továbbmenni. Néhány helyen a főjárathoz jelentéktelen mellékágak csatlakoznak. A barlangban helyenként kettesével, hármasával denevérek tanyáznak. A dolgozatban látható a barlang páratartalmának és talajhőmérsékletének néhány adata. A tanulmányban publikálva lett a barlang 1:400 méretarányú alaprajz térképe. A térkép elkészítéséhez a barlangot 1970. október 6-án a Bp. Vörös Meteor SK Barlangkutató Szakosztály Diogenész Csoportja mérte fel.
| Mérőhely               | Páratartalom (%) 10 cm-re a talaj felett | Páratartalom (%) 1 m-re a talaj felett | Talajhőmérséklet (°C) |
| ---------------------- | ---------------------------------------- | -------------------------------------- | --------------------- |
| Külszínen a bejáratnál | 91                                       | –                                      | 7,1                   |
| 1. mérőhely            | 99                                       | 94                                     | 7,4                   |
| 2. mérőhely            | 100                                      | 98                                     | 7,3                   |
| 3. mérőhely            | 98                                       | 97                                     | 7,3                   |
| 4. mérőhely            | 100                                      | 97                                     | 7,4                   |
| 5. mérőhely            | 97                                       | 98                                     | 7,3                   |
| 6. mérőhely            | 98                                       | 99                                     | 7,2                   |
| 7. mérőhely            | 98                                       | 100                                    | 7,0                   |
| 8. mérőhely            | 97                                       | 99                                     | 6,9                   |
| 9. mérőhely            | 96                                       | 89                                     | 7,2                   |

1972-ben a Diogenész Barlangkutató Csoport tagjai a végpontján egy-két méterrel jutottak előrébb. 1973-ban nem sikerült átjutni a végponton. Az 1974-ben megjelent, Pilis útikalauz című könyvben, a Pilis hegység és a Visegrádi-hegység barlangjainak jegyzékében (19–20. old.) meg van említve, hogy a Pilis hegység és a Visegrádi-hegység barlangjai között vannak a Vaskapu-völgyi barlangok és a Pilis-barlang. A Pilis hegység barlangjait leíró rész szerint a Vaskapu-völgyi-barlangok, sziklaodúk és kőfülkék közül méretei, érdekes formái és cseppkövei miatt kiemelkedik a Pilis-barlang.
Az 1976-ban befejezett és Bertalan Károly által írt, Magyarország barlangleltára című kéziratban az olvasható, hogy a Pilis-barlang a Pilis hegységben, a Pilis-vonulatban, Pilisszentkereszten helyezkedik el. Pilisszentkeresztről a Klastrom-szirtek felé vezető kék négyzet jelzésű turistaút bal oldalán, az út felett kb. 70 m-re, a Vaskapu-sziklákkal azonos magasságban, a Vaskapu-sziklák előtt kb. 300 m-re van rókalyukszerű bejárata. 150 m hosszú, 3–4 m magas és karsztvíz által keletkezett inaktív hasadékbarlang, amelynek nagyon gazdag a barlangi formakincse. A kézirat barlangra vonatkozó része 2 irodalmi mű alapján lett írva.
Az 1976. évi MKBT Beszámolóban napvilágot látott és Kordos László által írt jelentésben szó van arról, hogy 1976. novemberben Szepesházi Imre gyűjtött a Pilis-barlang két pontján csontokat. A bejárattól kb. 100 m mélységben Chiroptera, Rodentia, faszén és több kvarckavics került elő. A bejárattól kb. 10 m mélységben csigafajok, Anura, madárfajok, közönséges vakond, erdei cickány, törpe cickány, Chiroptera, nagy pele, Microtus, erdei pocok, erdei egér, házi egér, mezei nyúl, faszén, növénymagok és kvarckavics került elő. Holocén koriak a leletek.
Az 1976. évi MKBT Beszámolóban kiadott és Jánossy Dénes által írt jelentésben meg van említve, hogy 1976-ban szórvány őslénytani lelet került elő a Pilis hegységben lévő Pilis barlangból (Szepesházi Imre). 1978-ban került lezárásra a Barlangtani Intézet kérésére. A lezárást a VMTE Foton csoport végezte el. A barlang értékeit védő ajtót ezek után többször is feltörték. Az Acheron Barlangkutató Szakosztály három tagja, Kárpát József, Kárpátné Fehér Katalin és Máté Erika 1982 júliusában újra felmérte, hossza ekkor 211 méter volt. Alaprajzi barlangtérképét keresztmetszetekkel és kiterített hossz-szelvény barlangtérképét Kárpát József rajzolta.

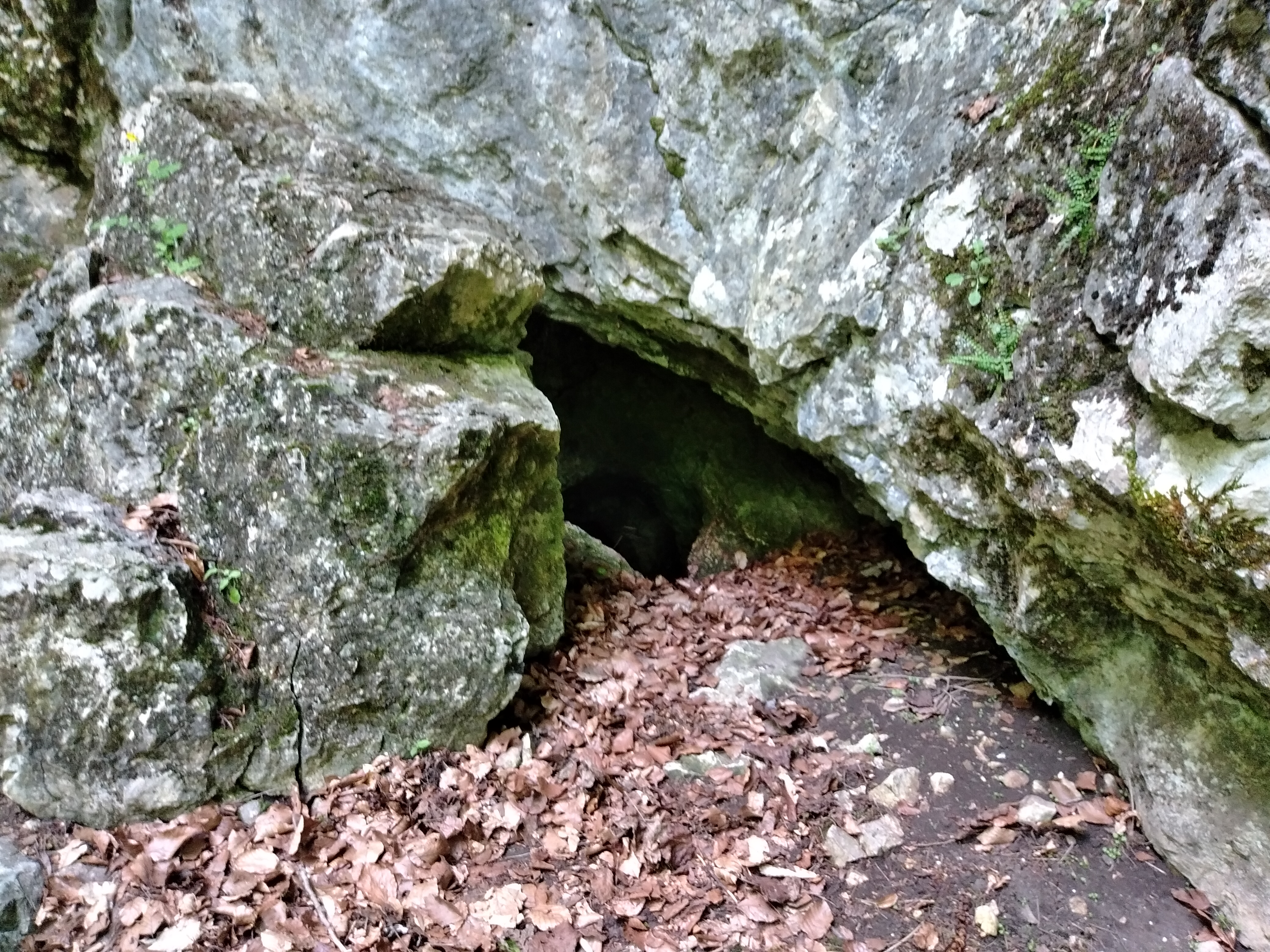
A Pilis-barlang jobb oldali, rókalyukszerű bejárata

1982-ben készült el a barlang járatirány diagramja, amelyet Kárpát József szerkesztett. Az 1984-ben megjelent, Magyarország barlangjai című könyv országos barlanglistájában szerepel a Pilis hegység barlangjai között a barlang Pilis-barlang néven. A listához kapcsolódóan látható a Dunazug-hegység barlangjainak földrajzi elhelyezkedését bemutató 1:500 000-es méretarányú térképen a barlang földrajzi elhelyezkedése. 1985-ben elkészült a barlang kiterített hossz-szelvényét ábrázoló és a Környezetvédelmi Intézet Barlangtani Osztálya által leellenőrzött térkép az 1982. júliusi felmérés alapján.
Az 1985. évi Karszt és Barlangban röviden ismertetve van, hogy a Pilis-barlang volt az egyik helyszíne a VMTE Hatos csoport által rendezett 1983. évi Kinizsi Kupa országos barlangversenynek, amelyet a BEAC Barlangkutató Csoport tagjai, Király G., Németh T. és Rajczy M. nyertek. Az 1987. december 31-i állapot alapján Magyarország 68. leghosszabb barlangja a 4840 barlangkataszteri egységben lévő, 211 m hosszú Pilis-barlang. Az összeállítás szerint az 1977. évi Karszt és Barlangban közölt hosszúsági listában a barlang nincs benne. 1988. október 1-től a környezetvédelmi és vízgazdálkodási miniszter 7/1988. (X. 1.) KVM rendeletének (6. §. 2. pont, illetve 5. sz. melléklet) értelmében a Pilis hegységben lévő Pilis-barlang fokozottan védett barlang. Fokozottan védett barlang ásványképződményei miatt lett. Az 1988. évi Karszt és Barlangban közölve lett, hogy a Pilis hegységben elhelyezkedő Pilis-barlang bekerült Magyarország fokozottan védett barlangjai közé. Magyarországon a Pilis-barlanggal együtt 108 barlang van fokozottan védve.
A Myotis Barlangkutató Csoportnak sikerült a végponti szűkületet átvésni 1989-ben. A feltárt 166 méter hosszú szakaszban valószínűleg egy jégkori ember lábnyomát találták meg. A lábnyom azóta elpusztult. 1989. szeptember 2-től 5-ig Egerland Z., Gyurin Gy., Kárpát József, Vér Zs. és Zih József felmérték az új részt. A felmérés alapján készült alaprajzi térképet és kiterített hossz-szelvény térképet Kárpát József szerkesztette. 1989-ben lett rajzolva a barlangot és felszínének topográfiai helyzetét ábrázoló térkép, valamint a barlang új részét a régi résszel együtt bemutató alaprajzi térkép és a kiterített hossz-szelvény térkép. Az 1989. évi Karszt és Barlangban meg van említve, hogy az MKBT 1985-ben kijelölt 20 barlangot és a társulat ajánlotta a munkában önkéntesen résztvevőknek, hogy legyen ezekben évente elvileg egy-egy téli és nyári denevérszámlálás. A kijelölt barlangok közül 1988-ig pl. a Pilis-barlangban történt denevér-megfigyelés. A folyóirat 1989. évi különszámában napvilágot látott a tanulmány angol nyelvű változata. Ebben a tanulmányban Pilis Cave a barlang neve.

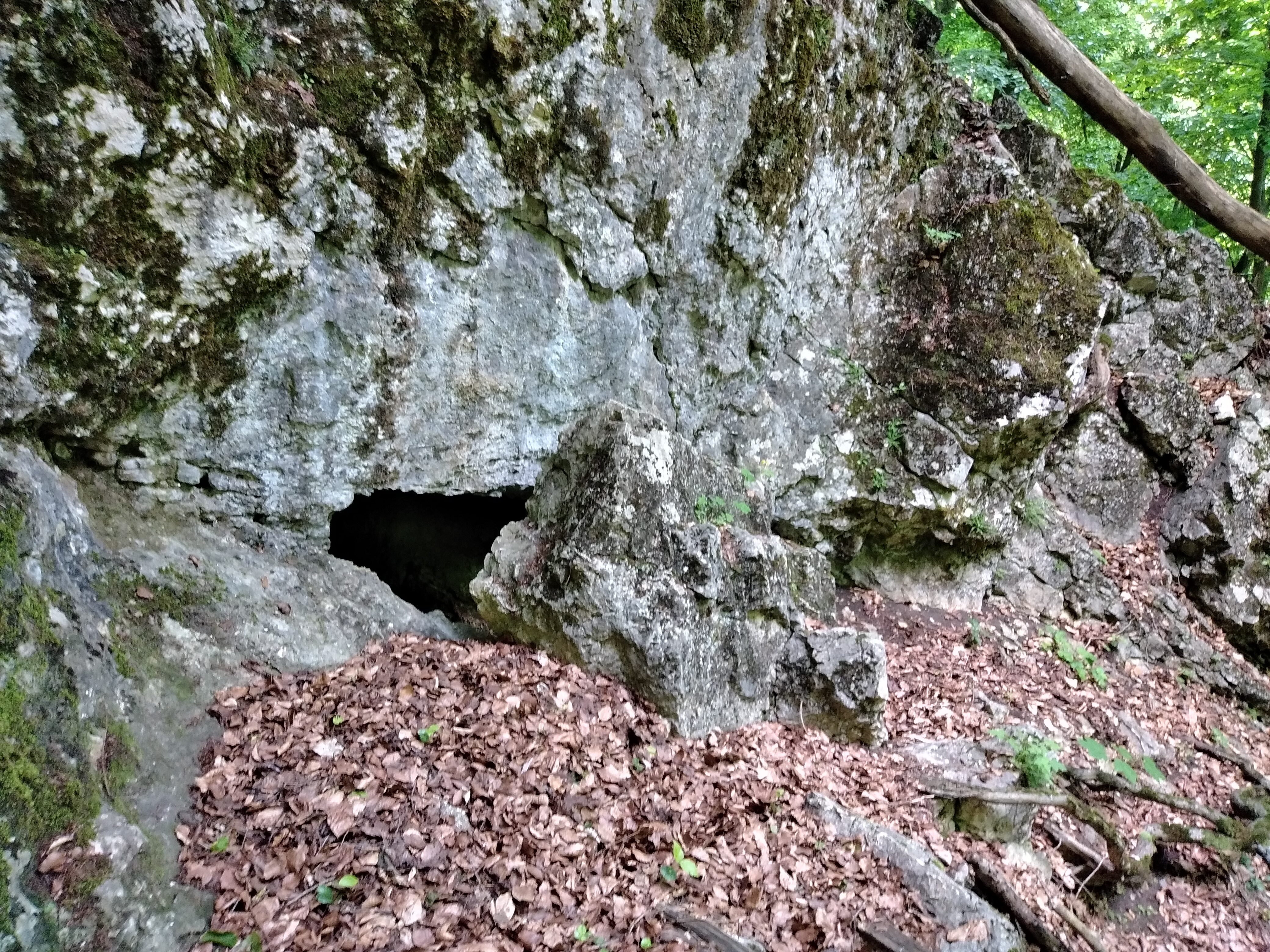
A Pilis-barlang bal oldali, rókalyukszerű bejárata

1990-ben a Myotis Barlangkutató Csoportnak volt kutatási engedélye a barlang kutatásához. Az 1991-ben készült, Kárpát József által írt kéziratban az olvasható, hogy a pilisszentkereszti fokozottan védett Pilis-barlang 377 m hosszú és 53 m mély, valamint kutatás alatt áll. A Pilis hegység 3. leghosszabb és 4. legmélyebb barlangja. Az 1991. évi Földrajzi Közleményekben publikált, Hevesi Attila által írt tanulmányban szó van arról, hogy mivel a Pilis hegység sasbércvonulatai magasra emelkednek környezetükhöz viszonyítva, ezért tetőik közelében, homlokfalaikon sok régi forrásbarlang (pl. a Pilis-barlang), hátaikon pedig néhány zsomboly található.
1997. május 16-án Kraus Sándor rajzolt helyszínrajzot, amelyen a Pilis-barlang környékén lévő üregek földrajzi elhelyezkedése van ábrázolva. A rajzon látható a Pilis névvel jelölt Pilis-barlang földrajzi elhelyezkedése. 1997. május 17-én Kraus Sándor rajzolt helyszínrajzot, amelyen a Szoplak-völgy üregeinek földrajzi elhelyezkedése van ábrázolva. A rajzon látható a Pilis-barlang földrajzi elhelyezkedése. Kraus Sándor 1997. évi beszámolójában az olvasható, hogy az 1997 előtt is ismert és fokozottan védett Pilis-barlangnak volt már térképe 1997 előtt. Jelentős és veszélyeztetett barlang, amely további kutatást igényel. A jelentésbe bekerült az 1997-es helyszínrajz. 1998. május 14-től a környezetvédelmi és területfejlesztési miniszter 13/1998. (V. 6.) KTM rendelete szerint a Duna–Ipoly Nemzeti Park Igazgatóság illetékességi területén, a Pilis hegységben található Pilis-barlang az igazgatóság engedélyével látogatható.
A 2000. évi Karsztfejlődésben meg van említve, hogy a Pilis hegy tömbjének emelkedésekor hidegvizes barlangkialakulás is történt, valószínűleg a pleisztocénben. Ilyen keletkezésű az 550 m tszf. magassági szinten nyíló Pilis-barlang, amely a Pilis-szurdok aljától kb. 25 m magasságban, néhány hasonló jellegű forrásszáj mellett fekszik. A tanulmányban van egy ábra, amelyen látható a Pilis hegységben található néhány barlang és édesvízi mészkő előfordulás földrajzi elhelyezkedése. Az ábrán megfigyelhető, hogy a Pilis-barlang (a rajzon Pilis a neve) mekkora függőleges kiterjedésű és mekkora tszf. magasságban helyezkedik el. 2001. május 17-től a környezetvédelmi miniszter 13/2001. (V. 9.) KöM rendeletének értelmében a Pilis hegység területén lévő Pilis-barlang fokozottan védett barlang. Egyidejűleg a fokozottan védett barlangok körének megállapításáról szóló 1/1982. (III. 15.) OKTH rendelkezés hatályát veszti.
2002-ben vaslemez ajtóval lett lezárva. 2003. március 10-én Molnár Zoltán, a Budapesti Denevérvédelmi Csoport tagja jelentette, hogy rongálás miatt megsérült a barlangot lezáró ajtó és nem lehet kinyitni.

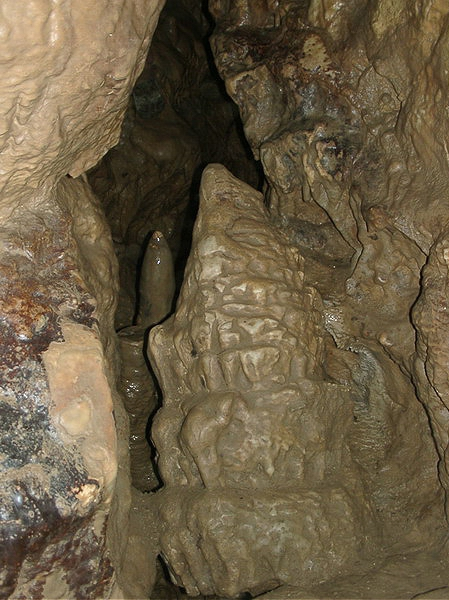
Cseppkövek a Pilis-barlangban

A 2003-ban megjelent, Magyarország fokozottan védett barlangjai című könyvben lévő barlangismertetés szerint a Pilis-barlang másik neve Pilis-tetői cseppkőbarlang. A 4840/5 barlangkataszteri számú barlang a Pilis hegységben lévő Pilisi-hegyekben, a Pest megyei Pilisszentkereszten helyezkedik el. 568 m tszf. magasságban van a bejárata a 377 m hosszú, 52,9 m függőleges kiterjedésű, 46,9 m magas, 6 m mély és 223 m vízszintes kiterjedésű barlangnak. A Vaskapu-völgy D-i oldalában, a völgytalp felett kb. 45 m-re nyílik. Legegyszerűbben Pilisszentkeresztről a zöld sáv jelzésű, majd piros kereszt jelzésű turistautakon lehet eljutni hozzá. A Vaskapu-völgyben könnyen megtalálható a hozzá vezető ösvény. A Mária-padtól a bejáratig tartó, alig 10 perces séta a kőzettörmelékes és meredek hegyoldalban (főleg havas, esős időben) nehezen leküzdhető.
Sziklák közt nyíló, szűk bejáratát az utat építő erdészet munkatársai találták meg 1969 őszén. A VMTE Diogenész Csoport 1970 októberében térképezte fel az akkor 150 m hosszú barlangot. A végponton elszűkülő szálkő folyosó akadályozta a továbbjutást, melynek kivésése miatt kutatótáborokat tartottak. 1972-ben fejezték be a munkát, mert esélytelennek tartották a továbbjutást a helyenként 5–10 cm-re szűkülő szálkőben. A Barlangtani Intézet kérésére a VMTE Foton Barlangkutató Csoport 1978-ban lezárta a nyitott és könnyen bejárható barlangot a képződmények rongálása (festés, tördelés) miatt, valamint a barlangban élő denevérek védelme érdekében. Mivel állandóan fel lett törve a zárszerkezet, ezért a veszélyeztetés nem szűnt meg. Az Acheron Barlangkutató Szakosztály 1982-ben mérte fel az akkor 211 m hosszú barlangot. A Myotis Barlangkutató Csoport 1989. évi nyári táborában lett átvésve a végponti szűkület. Az új járatok felfedezésével a barlang jelenleg 377 m hosszú.
A triász dachsteini mészkőben, egy ÉK–DNy és egy É–D irányú hasadék mentén létrejött forrásbarlangot eredetileg egy nagy és több kis víznyelő táplálta. A Pilis-tető nagy lepusztulása miatt napjainkra minimálisra csökkent a barlang vízgyűjtőterülete. Nincs a barlangban aktív vízfolyás. Régen forrásszáj volt a barlang két természetes bejárata. A meredek hegyoldalban lévő 5 m magas sziklaborda alján nyíló, 1,5 m széles és 1,2 m magas, nagyobbik nyíláson át könnyű, míg az ettől kb. 3 m-re található kisebbik, 40 cm átmérőjű, meredeken lejtő és 3 m hosszú forráscsövön keresztül nehéz bejutni a barlangba. A barlang további részeit lezáró vasajtó előtt találkozik a két járat. A jelenleg már inaktív forrásbarlang egyetlen, nagyon gazdag formakincsű, kanyargó folyosóból áll, amely néhány helyen, rövid részeken két szintre válik. A barlang befelé emelkedő, 4–6 m magas és átlag 1 m széles, legtöbb helyen kényelmesen járható folyosóját vakkürtők, meanderek és gömbüstös oldásformák tarkítják.

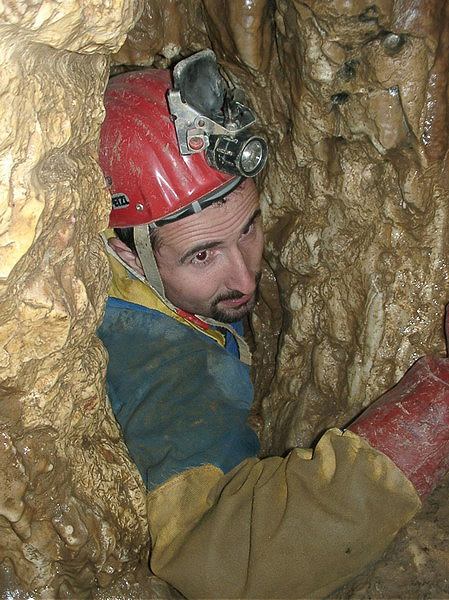
A Pilis-barlang egyik szűk része

A Pilis hegység cseppkőképződményekben leggazdagabb barlangjának kiválásai változatos formájúak. Különösen szépek és épek az 1989-ben feltárt szakasz képződményei. A fehér és a vassal sárgásbarnára színezett állócseppköveken, függőcseppköveken, fogazott cseppkőzászlókon és cseppkőlefolyásokon kívül szalmacseppkövek és retekcseppkövek is vannak benne. Ez utóbbi kettő érdekessége, hogy belül a gömbölyű végüknél is üregesek. Említésre méltók az első terem falán lévő cm-es nagyságú heliktitek, a sok és különböző méretű Megalodus, valamint a több helyen megfigyelhető, limonitos bekérgeződések is.
A lezárást biztosító vasajtó után két kis termen áthaladva lehet eljutni a kb. 5 m magas és keskeny Kanyonba, amely egy simára csiszolt és jól láthatóan meanderező folyosó. Néhány kanyar után található a barlang legnagyobb kürtője, a Dóm, amelynek legmagasabb pontja a járat szintje felett 20 m-re van. A hatalmas méretű Dóm a tetejéhez közel lévő ablakon keresztül felülről is megfigyelhető. Csak onnan látható jól a kürtő lenyűgöző mérete. A Dóm előtt közvetlenül egy szabályos, nagyon szép, majdnem 50 cm átmérőjű ördögmalom van. A malom mindig nedves a beszivárgó vizek miatt, de az sem ritka, hogy addig gyűlik benne a víz, amíg az túl nem csordul a peremén. A teljes barlangra is a nedves falak jellemzők, és olvadáskor néhány mélyedésben keletkezhetnek kis pocsolyák is. A szintén a Dóm előtt elhelyezkedő és majdnem 4 m mély akna egy alsó szintre vezet. Ez a szűk, kanyargó, cső alakú és cseppköves folyosó néhány méter után egy kényelmesen járható teremmé tágul, majd elszűkülve ér véget.
A barlang egyik legszűkebb része az 1989-ben átvésett rész. A testesebb kutatóknak komoly megpróbáltatás a kanyarodó és emelkedő szűkületen átjutni. A szűkület után kitáguló barlangrész kényelmesen járható a végpontig (az alakja miatt Kulcslyuknak nevezett rész kivételével). A barlangnak ebben a részében aránylag sok az érintetlen cseppkő. A Fehércseppkő-teremben szép lefolyások, állócseppkövek és függőcseppkövek vannak. A végponthoz közel lévő Elágazásnál a járat közepén látható a barlang legnagyobb, közel 120 cm magas, a talpánál 50 cm átmérőjű és valószínűleg legszebb állócseppköve. Az Elágazástól jobbra, az eredeti hasadékirányra merőlegesen illeszkedő járatot szépen fogazott cseppkőzászlók díszítik, a mögötte balra, felfelé kanyarodó ág teljesen elszűkül pár méter után. Egyenesen, követve az eredeti hasadékirányt érhető el a barlang legtávolabbi pontja, amely egy gyakorlatilag egybefüggő tág terem végén van. A teremben lévő sok kőzettörmeléken és a végpont felé haladó törmeléklejtőn növénygyökerek jelzik a felszín közelségét.
Leginkább közönséges denevérek, illetve kis patkósdenevérek telelnek a barlangban gyakran hatalmas fürtökben lógva. Alig 6–12 példányt számoltak a kutatók a barlang lezárása előtti időben, de jelenleg a 100-at is elérheti a barlangban megfigyelhető denevérek száma. Egyre több denevér észlelhető a régi végpontnál, de a vésett rész előtti hosszúkás teremben alussza téli álmát a legtöbb. Ekkor a barlangot tilos látogatni, amely a denevérek védelme miatt van. Szepesházi Imre 1976. novemberben a barlang két pontján ásatást végzett, melynek eredményeként holocén csontanyagot (denevér, madarak, rágcsálók és mezei nyulak), illetve faszénmaradványokat és különféle növénymagokat talált a kitöltésben. Az 1989-ben feltárt részben történt azonban a legnagyobb régészeti felfedezés, ahol minden bizonnyal jégkori ember lábnyomot találtak. A lelet egy ismeretlen személy gondatlansága miatt nagyon károsodott, és bár a megtalálása után még évekig körül volt kerítve (védve volt), de a lábnyom napjainkra már teljesen eltűnt.
A barlangban lévő 10 mérőhelyen (szórványosan) páratartalom és talajhőmérséklet-vizsgálatokat végzett a VMTE Diogenész Barlangkutató Csoport. Többen vizsgálták a barlang denevérállományának fajszám- és egyedszám-alakulásait is, melynek eredményei a barlangkutató csoportok éves jelentéseiben vannak leírva. Alapfelszereléssel és engedéllyel járható a mérete, formakincse és ásványkiválásai miatt 1988-tól fokozottan védett barlang. Az ismertetésben publikálva lett a barlang színes hosszmetszet térképe (Kárpát József, 1982, 1989). Az ismertetésben látható egy színes fénykép, amely a barlang egyik cseppköves részét mutatja be. A fényképet Fehér Katalin készítette. A könyvben található, Egri Csaba és Nyerges Attila által készített hosszúsági lista szerint a Pilis hegységben lévő és 4840-5 barlangkataszteri számú Pilis-barlang Magyarország 66. leghosszabb barlangja 2002-ben. A 2002-ben 377 m hosszú barlang 1987-ben 200 m hosszú volt. A könyvben található, Egri Csaba és Nyerges Attila által készített mélységi lista szerint a Pilis hegységben lévő és 4840-5 barlangkataszteri számú Pilis-barlang Magyarország 70. legmélyebb barlangja 2002-ben. A 2002-ben 53 m mély barlang 1987-ben is 53 m mély volt.

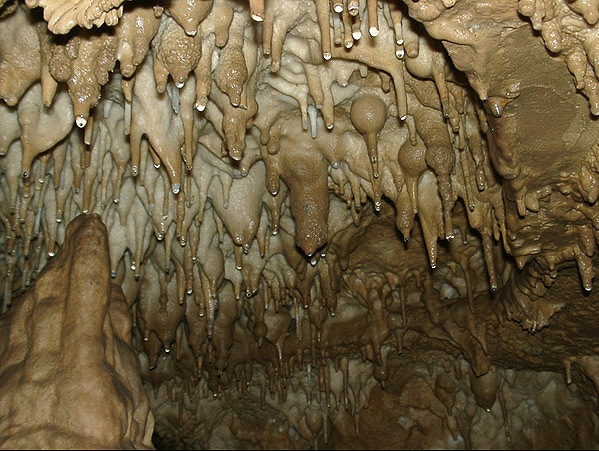
Cseppkövek a Pilis-barlangban

A 2005-ben napvilágot látott, Magyar hegyisport és turista enciklopédia című kiadványban önálló szócikke van a barlangnak. A szócikk szerint a Pilis-barlang a Pilis hegységben található és fokozottan védett természeti érték. A cseppkőképződményekben leggazdagabb barlang a hegységben. A Vaskapu-völgy D-i oldalában, 568 m tszf. magasságban van a bejárata. Bejárata 1969 őszén útépítéssel nyílt meg. 377 m hosszú a triász mészkőben keletkezett, egyetlen meanderező folyosóból álló, inaktív forrásjárat. Az 1989-ben végzett feltáráskor valószínűleg jégkori ember lábnyomot találtak, de az már nyomtalanul eltűnt. Engedéllyel és alapfelszereléssel járható a lezárt barlang.
2005. szeptember 1-től a környezetvédelmi és vízügyi miniszter 22/2005. (VIII. 31.) KvVM rendelete szerint a Duna–Ipoly Nemzeti Park Igazgatóság működési területén, a Pilis hegységben található Pilis-barlang a felügyelőség engedélyével látogatható. 2005. szeptember 1-től a környezetvédelmi és vízügyi miniszter 23/2005. (VIII. 31.) KvVM rendelete szerint a Pilis hegységben lévő Pilis-barlang fokozottan védett barlang. 2007. március 8-tól a környezetvédelmi és vízügyi miniszter 3/2007. (I. 22.) KvVM rendelete szerint a Duna–Ipoly Nemzeti Park Igazgatóság működési területén lévő Pilis hegységben elhelyezkedő Pilis-barlang az igazgatóság engedélyével tekinthető meg.
2007-ben az Ariadne Karszt- és Barlangkutató Egyesület tagjai újra lezárták bejáratát vasajtóval. A Magyar Karszt- és Barlangkutató Társulat 2012. évi barlangnapján az egyik, barlangtúrázásra ajánlott barlang volt a Pilis-barlang, amelyben csak elektromos lámpával lehetett közlekedni. A 2013-ban publikált és Varga Gábor által írt tanulmányban a másodlagos és feltételezett barlangi régészeti lelőhelyek közé van sorolva. 2013. július 19-től a vidékfejlesztési miniszter 58/2013. (VII. 11.) VM rendelete szerint a Pilis-barlang (Pilis hegység, Duna–Ipoly Nemzeti Park Igazgatóság működési területe) az igazgatóság hozzájárulásával látogatható. 2015. november 3-tól a földművelésügyi miniszter 66/2015. (X. 26.) FM rendelete szerint a Pilis-barlang (Pilis hegység) fokozottan védett barlang. 2021. május 10-től az agrárminiszter 17/2021. (IV. 9.) AM rendelete szerint a Pilis-barlang (Pilis hegység, Duna–Ipoly Nemzeti Park Igazgatóság működési területe) az igazgatóság engedélyével látogatható. A 13/1998. (V. 6.) KTM rendelet egyidejűleg hatályát veszti.